# Occasional Oratorio

An Occasional Oratorio (« Oratorio de circonstance », HWV 62) est un oratorio de Georg Friedrich Haendel sur un livret de Newburgh Hamilton dont l'argument est tiré d'un poème de John Milton et Edmund Spenser.
Haendel a composé cet oratorio de façon hâtive en janvier et février 1746 afin qu'il soit prêt à temps pour célébrer la victoire attendue du duc de Cumberland, fils du roi George II de la Maison de Hanovre contre les forces jacobites du prétendant Stuart à la couronne d'Angleterre, victoire qui n'allait en fait être acquise que le 16 avril à la bataille de Culloden : Haendel a composé en juillet/août de cette même année l'oratorio Judas Maccabæus pour commémorer la victoire effective. 
Le compositeur a fait de larges emprunts à des œuvres antérieures - Athalia, Israël en Égypte, ou les concertos grossos de l'Opus 6 - voire d'autres compositeurs, Georg Philipp Telemann et Alessandro Stradella. La première représentation eut lieu le 14 février 1746 suivie de deux autres jusqu'au 26 février. Il y eut trois reprises en mars 1747. 
Il comprend 3 actes articulés en 44 numéros. Le no 26 est le célèbre chœur Prepare the Hymn, paraphrase du Psaume 81, versets 1-2. On retrouve dans l'oratorio le second menuet de la Music for the Royal Fireworks. 

## Rôles
| Chanteurs depuis la création en 1746 jusqu'au 26 février | Chanteurs depuis la première de 1747 jusqu'au 13 mars | Voix    |
| -------------------------------------------------------- | ----------------------------------------------------- | ------- |
| Élisabeth Duparc                                         | Caterina Galli                                        | soprano |
| Elisabetta de Gambarini                                  | Elisabetta de Gambarini                               | soprano |
| John Beard                                               | John Beard                                            | ténor   |
| Henry Reinhold                                           | Henry Reinhold                                        | basse   |